# TooMuch
TooMuch è un singolo della rapper e cantautrice italiana BigMama, pubblicato il 25 giugno 2021.

## Descrizione
Il brano, scritto dalla stessa cantautrice, è prodotto da Francesco Barbaglia, in arte Cookers.

## Video musicale
Il video musicale, diretto da Marco Gradara, è stato pubblicato il 1º luglio 2021 attraverso il canale YouTube della cantautrice.

## Tracce
Testi di Marianna Mammone, musiche di Francesco Barbaglia.
1. TooMuch – 2:23